# Neoclavaspis nudata
Neoclavaspis nudata är en insektsart som först beskrevs av Brimblecombe 1959.  Neoclavaspis nudata ingår i släktet Neoclavaspis och familjen pansarsköldlöss. Inga underarter finns listade i Catalogue of Life.